# 1862 no Brasil
Esta é uma cronologia dos principais fatos ocorridos no no ano de 1862 no Brasil

## Incumbente
- Imperador: Dom Pedro II

## Eventos

### Maio
- Questão Christie: Queda de Duque de Caxias como ministro da Guerra e sua substituição por Zacarias de Góis e Vasconcelos, quem nomeou como chanceler Carlos Carneiro de Campos  e na Justiça por Francisco José Furtado, porém, a gestão de Zacarias durou apenas 6 dias.[1]

## Nascimentos
- 11 de abril: Emílio Ribas, importante médico brasileiro (m. 1925)

- 24 de Setembro: Julia Lopes de Almeida, escritora e abolicionista brasileira (m. 1934)
- 28 de Dezembro: Saturnino Arouck, militar brasileiro. (m. 1915)